# En fremmed banker på (film fra 1981)
 For alternative betydninger, se En fremmed banker på. (Se også artikler, som begynder med En fremmed banker på)
En fremmed banker på er en dansk dokumentarfilm fra 1981 instrueret af Saul Shapiro efter eget manuskript.

## Handling
Denne film er lavet over en to-års periode på og omkring Odin Teatret. Den indeholder scener fra en forestilling, beskriver skuespillernes træning og viser et møde mellem teatrets folk og en gruppe danskstuderende. Desuden interviewes en skuespiller, og der vises klip fra teatrets dagligdag med kommenterende tekster.